# Костишин Костянтин Якович
Якович Костишин Костянтин (нар. 15 жовтня 1965) – український кіно- та театральний актор. Військовий Збройних Сил України (з осені 2023 року).

## Життєпис
Народився 15 жовтня 1965 у Києві. Навчався у дитячій театральній студії ім. А. Гайдара, після закінчення школи протягом року працював токарем на заводі «Київгеофізприлад». 1989 року закінчив Київський державний інститут театрального мистецтва ім. І.К. Карпенка-Карого. З 1991 грає у Київському театрі драми і комедії на лівому березі Дніпра, часто виконує головні ролі.
Після ролі криміналіста Іннокентія Садовського у телевізійному серіалі «Ко мне, Мухтар!» набув популярності. На даний момент актор продовжує зніматися у кіно та грає у театрі.
Одружений з акторкою Анною Тамбовою, з якою познайомився на театральному фестивалі в Білорусі. Має доньку від нинішнього шлюбу.

## Цікаві факти
- З дитинства майбутній актор мріяв стати військовим пілотом - навіть збирався поступати до авіаучилища, однак ще в дев'ятому класі пробив ножем око, через що його мрія так і не здійснилася.
- Поступив до театрального інституту лише з другої спроби; після першої спроби, яка закінчилася невдало, один рік пропрацював токарем на заводі "Київгеофізприлад".
- Після першого року навчання у театральному інституті два роки служив у радянській армії.

## Театральні ролі
- Вася — «Сьогодні я стану жінкою» (Афанасій Салинський, 1991)
- Олексій — «Мурлін Мурло» (1991)
- Будда, Білий янгол — «Полонений тобою» (Андрій Амальрік, 1991)
- Орас Буше — «Гра кохання та смерті», (Ромен Роллан, 1991)
- Тось — «Брехня» (Володимир Винниченко, 1992)
- Омелько — «Чарівниця» (Іван Карпенко-Карий, 1993)
- Двійник — «Соррі…» (Олександр Галін, 1993)
- Солдат —  «Примхи принцеси» (1993)
- Знаменський — «Олеся» (Марко Кропивницький,1994)
- Пабло — «Трамвай „Бажання”» (1994)
- Лямерлюш — «Гра про закоханого лихваря» (за п'єсою Мольєра «Скупий», 1995)
- Себастьян — «Що завгодно, або Дванадцята ніч» (1995)
- Мушерон — «Непереможний меч Гайан» (за мотивами казки Т.Габбе «Місто майстрів», 1995)
- Мігель Остос — «Дурепа» (Марсель Ашар, 1996)
- Станіслав — «Бранець королеви» (за п'єсою Ж.Кокто «Двоголовий орел», 1996)
- Принц Тарталья — «Любов до трьох апельсинів» (1997)
- Лікар — «Обманута» (Томас Манн, 1997)
- Людовіко — «Венеційський мавр» (за драмою В.Шекспіра «Отелло», 1998)
- Естрюго — «Рогоносець» (1998)
- Педро — «Що ви загубили в чужих снах?» (за п'єсою М.Фріша «Санта Крус», 1999)
- Лобов — «Вічний чоловік» (1999)
- Попугайчиков, Чванкін — «Смерть Тарєлкіна» (Олександр Сухово-Кобилін, 2000)
- Перший лікар — «Багато шуму в Парижі» (за п'єсою Мольєра «Пан де Пурсоньяк», 2001)
- Роджер Трамплімен — «Глядачі на виставу не допускаються!» (за п'єсою М.Фрейна «Театр», 2001)
- Свинопас — «Ах, мій милий Августин...» (за п'єсою М.Ензиката за мотивами казок Андерсена, 2001)
- Колен — «Кохання часів Людовіка»  (за п'єсою Мольєра «Жорж Данден», 2002)
- Кочкін — «Веселіться! Все добре ?!» (за п'єсою Е.Унгарда «Аделаїда», 2003)
- Ліньєр — «Сірано де Бержерак» (Едмон Ростан, 2005)
- П'єтро — «Ромео і Джульєтта» (Вільям Шекспір, 2005)
- Чоловік медсестри, маклер — «Черга» (Олександр Мардань, 2006)
- Бєляєв — «Голубчики мої!...» (за творами Ф.Достоєвського та О.Володіна, 2006)
- Азолан — «Небезпечні зв'язки» (П'єр Шодерло де Лакло, 2007)
- Меф Поттер — «Том Сойєр» (п'єса Я. Стельмаха за романом Марка Твена «Пригоди Тома Сойєра», 2008)
- Молодший лейтенант — «Граємо Чонкіна» (за романом В.Войновича «Життя і незвичайні пригоди солдата Івана Чонкіна», 2009)

## Фільми та серіали
| Рік  | Фільм                                                                            | Роль                                                               |
| ---- | -------------------------------------------------------------------------------- | ------------------------------------------------------------------ |
| 1995 | Острів любові                                                                    | парень из компании в кафе                                          |
| 1997 | Приятель небіжчика (Приятель покойника)                                          | Костя                                                              |
| 2000 | Чарівниця фильм-спектакль)                                                       | Омелько                                                            |
| 2001 | Молитва за гетьмана Мазепу                                                       | Шафиров тайный секретарь                                           |
| 2002 | Под крышами большого города                                                      | Андрей                                                             |
| 2002 | Право на защиту                                                                  |                                                                    |
| 2003 | Право на захист (Право на защиту) (телевізійний серіал)                          |                                                                    |
| 2004 | Небо в горошек                                                                   | эксперт                                                            |
| 2004 | Русское лекарство                                                                | эпизод                                                             |
| 2005 | Повернення Мухтара-2 (Возвращение Мухтара-2) (телевізійний серіал)               | Іннокентій Садовський                                              |
| 2005 | Жіноча інтуїція 2 (Женская интуиция2)                                            | Аскольд                                                            |
| 2005 | За все тобі дякую (За всё тебя благодарю) (телевізійний серіал)                  | Головний лікар пологового будинку                                  |
| 2005 | Міф про ідеального чоловіка (Миф об идеальном мужчине) (телевізійний фільм)      | Павлов                                                             |
| 2006 | Дев'ять життів Нестора Махно (Девять жизней Нестора Махно) (телевізійний серіал) | Григорій Махно                                                     |
| 2006 | Золотые парни-2                                                                  | Валерий Литовченко журналист                                       |
| 2006 | Четвёртая группа                                                                 | эпизод                                                             |
| 2006 | Странное Рождество                                                               | телевизионный диктор 1                                             |
| 2006 | Повернення Мухтара-3 (Возвращение Мухтара 3) (телевізійний серіал)               | Іннокентій Садовський                                              |
| 2006 | Дивне Різдво (Странное Рождество) (телевізійний фільм)                           | Диктор телебачення                                                 |
| 2006 | Богдан-Зиновій Хмельницький                                                      |                                                                    |
| 2007 | Смерть шпигунам! (Смерть шпионам!) (телевізійний серіал)                         |                                                                    |
| 2007 | Кохаю тебе до смерті (Люблю тебя до смерти)                                      | Олег Рябцев                                                        |
| 2007 | Повернення Мухтара-4 (Возвращение Мухтара-4) (телевізійний серіал)               | Іннокентій Садовський                                              |
| 2007 | Криваве коло (Кровавый круг)                                                     |                                                                    |
| 2007 | Колишня                                                                          | Дмитрий муж Вали                                                   |
| 2007 | На мості (На мосту)                                                              | Микола                                                             |
| 2007 | Точка повернення (Точка возврата) (телевізійний фільм)                           | Лікар                                                              |
| 2008 | Ой, мамочки…                                                                     | Вадим                                                              |
| 2008 | Адреналин                                                                        | Кирилл Нефедов адвокат                                             |
| 2009 | Повернення Мухтара-5 (Возвращение Мухтара 5) (телевізійний серіал)               | Іннокентій Садовський                                              |
| 2009 | Повернення Мухтара-6 (Возвращение Мухтара 6) (телевізійний серіал)               | Іннокентій Садовський                                              |
| 2009 | Життя на двох (Жизнь на двоих)                                                   | эксперт                                                            |
| 2009 | Загадай бажання (Загадай желание)                                                | Олег жених Насти                                                   |
| 2009 | Прощение                                                                         | врач скорой помощи                                                 |
| 2010 | Тільки кохання                                                                   | следователь                                                        |
| 2011 | Повернення Мухтара-7 (Возвращение Мухтара-7) (телевізійний серіал)               | Іннокентій Садовський                                              |
| 2011 | Гніздо ластівок (Ласточкино гнездо) (телевізійний серіал)                        | Біограф                                                            |
| 2012 | Анна Герман                                                                      | эпизод                                                             |
| 2012 | Повернення Мухтара-8 (Возвращение Мухтара 8) (телевізійний серіал)               | Іннокентій Садовський                                              |
| 2012 | Брат за брата-2                                                                  | Николай врач                                                       |
| 2012 | Донька баяніста (Дочь баяниста) (телевізійний фільм)                             | Пётр Ильич Берёзин участковый                                      |
| 2012 | Лист ожидания                                                                    | Павел Зубков                                                       |
| 2012 | Каминный гость                                                                   | Фёдор Терпиловский                                                 |
| 2013 | Люблю, потому что люблю                                                          | Денис Круглов доцент                                               |
| 2013 | Женский доктор-2                                                                 | Антон Самойлов муж Ларисы                                          |
| 2013 | Пастка                                                                           | Илларион Тетерин второй муж Лили                                   |
| 2013 | Метелики                                                                         | врач армейского лагеря                                             |
| 2013 | Поцелуй!                                                                         | Юрий Петрович ветеринар, лечивший Наташиного отца Ивана в Перетопе |
| 2013 | Ты будешь моей                                                                   | следователь                                                        |
| 2014 | Повернення Мухтара-9                                                             | Іннокентій Садовський                                              |
| 2014 | Лабиринты судьбы                                                                 | Леонид Пронин папа Пашки                                           |
| 2014 | Личное дело                                                                      | Александр Михайлович Потапов прокурор                              |
| 2014 | Швидка допомога                                                                  | Давид Генрихович Кантор психиатр                                   |
| 2015 | Повернення Мухтара-10 (Возвращение Мухтара 10) (телевізійний серіал)             | Іннокентій Садовський                                              |
| 2015 | По законам военного времени                                                      | Валентин Павлович Ожогин подполковник авиации, друг Рокотова       |
| 2016 | Беженка                                                                          | врач                                                               |
| 2016 | Письмо надежды                                                                   | Степан Краснов брат Андрея                                         |
| 2016 | Плохой хороший коп                                                               | Алексей Зацепин                                                    |
| 2016 | Подкидыши                                                                        | Николай Святкин отец ребёнка Ники, преподаватель                   |
| 2016 | «Заміж у Новий рік»                                                              | Федір, батько Люсі                                                 |
| 2017 | Знай наших                                                                       |                                                                    |
| 2017 | Балерина                                                                         | эпизод                                                             |
| 2017 | Добежать до себя                                                                 | Витя муж Нины                                                      |
| 2017 | Ментівські війни. Одеса                                                          | Резник полковник (в титрах - Костышин Костя)                       |
| 2017 | Птичка певчая                                                                    | Николай отчим Ольги                                                |
| 2017 | Хороший хлопець                                                                  | эпизод                                                             |
| 2017 | Що робить твоя дружина?                                                          | Олег Алексеевич Симонов финдиректор строительной компании          |
| 2018 | «Казка про гроші»                                                                | Хорько                                                             |
| 2018 | Благими намерениями                                                              | Пискунов                                                           |
| 2018 | Замкнене коло                                                                    | Игорь Владимирович Белкин заместитель директора музыкальной школы  |
| 2018 | Сувенір з Одеси                                                                  | москвич                                                            |
| 2019 | «Таємниці»                                                                       | Грицько Вишняк                                                     |
| 2020 | Відлуння                                                                         | капітан Рюге                                                       |
| 2021 | Объятия лжи                                                                      | Олег Рожков                                                        |
| 2021 | Мертвые лилии                                                                    | Сергей                                                             |
| 2021 | Мама                                                                             | Андрей                                                             |
| 2021 | Любовь Веры                                                                      | директор школы                                                     |
| 2021 | Источник                                                                         | Кицай                                                              |
| 2023 | Встигнути до 30                                                                  | папа Саши                                                          |